# Mistrzostwa Świata w Piłce Nożnej 2010 (eliminacje strefy CAF)/Grupa 1
W Grupie 1 eliminacji do MŚ 2010 biorą udział następujące zespoły:
- Kamerun
- Republika Zielonego Przylądka
- Tanzania
- Mauritius

## Tabela
| Miejsce | Drużyna                       | Mecze | Punkty | Zwyc. | Rem. | Por. | Bramki |
| ------- | ----------------------------- | ----- | ------ | ----- | ---- | ---- | ------ |
| 1       | Kamerun                       | 6     | 16     | 5     | 1    | 0    | 14-2   |
| 2       | Republika Zielonego Przylądka | 6     | 9      | 3     | 0    | 3    | 7-8    |
| 3       | Tanzania                      | 6     | 8      | 2     | 2    | 2    | 9-6    |
| 4       | Mauritius                     | 6     | 1      | 0     | 1    | 5    | 3-17   |

## Wyniki
| 31 maja 2008 | Tanzania · Mrwanda 70' | 1-1(0-1) | Mauritius · Marquette 39' | National Stadium, Dar es Salaam Sędzia: Kenias Marange |
|              |                        |          |                           |                                                        |

| 31 maja 2008 | Kamerun · Song 8' · Eto’o 55' (k) | 2-0(1-0) | Republika Zielonego Przylądka | Stade Omnisports Ahmadou-Ahidjo, Jaunde Sędzia: Kokou Djaoupe |
|              |                                   |          |                               |                                                               |

| 6 czerwca 2008 | Mauritius | 0-3(0-2) | Kamerun · Bikey 12' · Eto’o 27' · Bebey Mbangue 87' |  |
|                |           |          |                                                     |  |

| 6 czerwca 2008 | Republika Zielonego Przylądka · Babanco 73' | 1-0(0-0) | Tanzania | Estadio da Varzea, Praia Sędzia: El Achiri |
|                |                                             |          |          |                                            |

| 13 czerwca 2008 | Mauritius | 0-1(0-1) | Republika Zielonego Przylądka · Dady 43' (k) |  |
|                 |           |          |                                              |  |

| 13 czerwca 2008 | Tanzania | 0-0(0-0) | Kamerun | National Stadium, Dar es Salaam Sędzia: Codjia |
|                 |          |          |         |                                                |

| 20 czerwca 2008 | Republika Zielonego Przylądka · Dady 46' 56' · Soraes 81' | 3-1(0-0) | Mauritius · Sophie 67' |  |
|                 |                                                           |          |                        |  |

| 20 czerwca 2008 | Kamerun · Eto’o 69' 89' | 2-1(0-0) | Tanzania · Mrwanda 80' |  |
|                 |                         |          |                        |  |

| 5 września 2008 | Mauritius · Marquette 13' | 1-4(1-4) | Tanzania · Nsajigwa 12' · Khalfan 19' · Tegete 30' 34' | King George V, Curepipe Sędzia: Ndinya |
|                 |                           |          |                                                        |                                        |

| 5 września 2008 | Republika Zielonego Przylądka · Lito 39' | 1-2(1-0) | Kamerun · Emana 51' · Nkong 65' |  |
|                 |                                          |          |                                 |  |

| 10 października 2008 | Kamerun · Eto’o 26' 47' · Meyong Zé 57' 73' · Makoun 71' | 5-0(1-0) | Mauritius |  |
|                      |                                                          |          |           |  |

| 10 października 2008 | Tanzania · Iddy 5' · Tegete 26' · Ngassa 74' | 3-1(2-1) | Republika Zielonego Przylądka · Semedo 34' |  |
|                      |                                              |          |                                            |  |